# Reimchronik der Stadt Köln
Die Reimchronik der Stadt Köln ist ein zentrales Werk der Kölner Literaturgeschichte. Gottfried Hagen schrieb das Boich van der stede Colne im Jahr 1270, ein Jahr später ergänzte er es durch einen Nachtrag. Die mittelalterliche Chronik beschreibt die Geschichte Kölns mit speziellem Fokus auf die Jahre 1250–1270 und vereint dabei historische Fakten mit Legenden (z. B. die heilige Ursula). Im Mittelpunkt steht der Kampf um die Freiheit der Stadt zwischen dem (vom Autor unterstützten) Patrizier-Geschlecht der Overstolzen und den als machtgierig beschriebenen Bischöfen. Gottfried Hagen wollte mit seinem Werk die Bürger der in einer Krise befindlichen Stadt warnen.

## Inhalt
Im Prolog bittet der Autor Gott um Hilfe für sein Werk, mit dem er die jüngste Geschichte der Stadt präsentieren und die Einwohner zum entschlossenen, gemeinsamen Handeln zum Wohle der Stadt aufrufen will.
Im Anschluss daran beginnt ein universalgeschichtlicher Teil mit der Christianisierung der von da an als heilig angesehenen Stadt Köln. Die tragende Rolle hatte dabei der vorbildliche Bischof Maternus, der sogar von den Toten auferstanden ist, um sich für Köln einzusetzen. Schon in dieser frühen Zeit wurde die Freiheit der Stadt garantiert, die im späteren Verlauf der Geschichte immer wieder gesichert und verteidigt werden muss. Komplettiert wird der erste Teil durch zwei große Legenden, nämlich die der heiligen Ursula mit ihren 11.000 Jungfrauen und die Geschichte von Papst Silvester I. und Kaiser Konstantin.

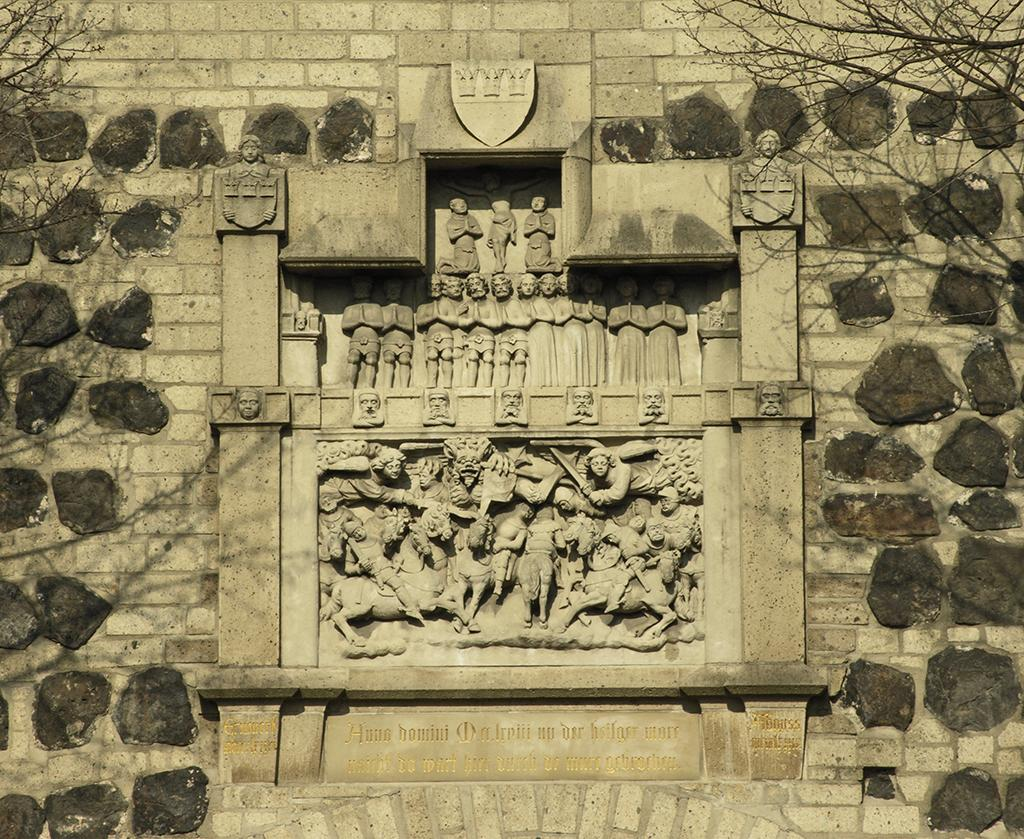
Denkmal zur Schlacht an der Ulrepforte auf der Kölner Stadtmauer, Sachsenring

Der zeitgeschichtliche Teil beginnt mit einem Streit zwischen Bischof Konrad und den Patriziern um die Münzrechte, der den Ausgangspunkt für jahrelange Konflikte zwischen diesen beiden Parteien bildet, die sogar zu kriegerischen Auseinandersetzungen führen. Seit dem Thronstreit von 1198 gab es bereits Konflikte zwischen den Anhängern des Kaisers Otto IV. und den Staufern. Einen Höhepunkt bildet die auf den Großen Schied von 1258 folgende Gefangennahme der sogenannten Besten durch den Bischof in Altenahr, die jedoch auf wundersame Weise beendet wird. Nach der Rückkehr der Patrizier werden die Konflikte noch weiter verschärft. Zunächst wird ein Angriff des neuen Bischofs Engelbert durch eine Vision der zuvor schon präsentierten heiligen Ursula, also wiederum mit übernatürlicher Hilfe, vereitelt. Dann kommt es allerdings zum Bruch zwischen den Patriziern. Die Weisen verbünden sich mit dem feindlichen Bischof, während die Overstolzen Unterstützung von außen in Person des Grafen von Jülich bekommen. Somit gibt es einen neuen Gegner und die Situation wird noch komplexer und unübersichtlicher als zuvor. Das Bündnis zwischen Weisen und Bischof erweist sich als sehr hartnäckig. Die Gegner geben sich auch nach vermeintlichen Niederlagen nicht geschlagen. Nach langwierigen Kämpfen, die ihren Höhepunkt in der Schlacht an der Ulrepforte im Oktober 1268 finden, siegen schließlich dennoch die Overstolzen, auf deren Seite auch der Chronik-Autor steht. Die Geschichte endet mit einer Sühne zwischen Stadt und Bischof, die von Meister Gottfried Hagen verlesen wird.

## Überlieferung und Rezeption
Von Gottfried Hagens Werk ist nur eine vollständige Handschrift erhalten. Die Handschrift F aus dem ersten Drittel des 15. Jahrhunderts ist als Ms. germ. oct. 26 in der Frankfurter Stadt- und Universitätsbibliothek registriert. Eberhard von Groote hat die Geschichte des Dokuments rekonstruiert.
Ursprünglich befand sich diese Handschrift in der Bibliothek des Herrnleichnamsklosters in Köln. Einen Beleg dafür findet man in dem Verzeichnis biblioth. Coloniensis von Harzheim aus dem Jahr 1747 (S. 103). Später tauchte das Dokument in Frankfurt wieder auf, wo ein Dr. med. Kloß es bei einer Auktion im Hause Hermann kaufte und 1826 an den Bibliothekar Johann Friedrich Böhmer weitergab.
Die in Holz eingebundene und gut erhaltene Handschrift umfasst 277 Seiten mit je 25 oder 26 Zeilen. Jede Zeile und jeder Abschnitt beginnt mit einer Initiale in roter Farbe. Das Papier enthält ein Wasserzeichen mit einem spitzblättrigen Kleeblatt. Der Text der Reimchronik umfasst die ersten 257 Seiten. Die restlichen zwanzig Seiten enthalten die Geschichte der Weberschlacht. Dahinter befinden sich noch zehn unbeschriebene Blätter.
In den folgenden Jahrhunderten entstanden mehrere Abschriften dieses Dokuments, drei davon Mitte des 18. Jahrhunderts. Eine dieser drei Kopien erwarb der Staatsrat Niebuhr 1826 bei einer Auktion, eine weitere befand sich in der Bibliothek von Professor Wallraf. Die dritte Abschrift, die von Groote selbst benutzt hat, wurde – so schildert es ein dem Dokument beigelegter Brief – von dem politischen Journalisten Roderique in Auftrag gegeben. Roderique schenkte die Abschrift, die nach seinen Angaben auf einer Handschrift aus der Canonie Corporis Christi basiert, dem Syndicus von Eschenbrender für die Bibliothek des Syndikats.
Eine weitere Abschrift, die frühestens im 17. Jahrhundert entstand, befand sich in der Bibliothek von E. von Mering. Der Autor bemühte sich um eine sehr genaue Wiedergabe des Originals, nicht nur inhaltlich, sondern auch bei der Anzahl der Verse pro Seite und beim Schriftbild. Eine Abschrift aus dem Nachlass des Vikars Alster wurde um 1800 bei einem Brand in Olpe teilweise zerstört. Von Groote verweist weiterhin auf Exemplare in Darmstadt, Heidelberg, München und Wallenstein.
Außerdem gibt es noch ein 125 Verse umfassendes Fragment D aus dem ersten Drittel des 14. Jahrhunderts, das sich seit 1965 als Leihgabe des Hauptstaatsarchivs Düsseldorf im Historischen Archiv der Stadt Köln befindet.

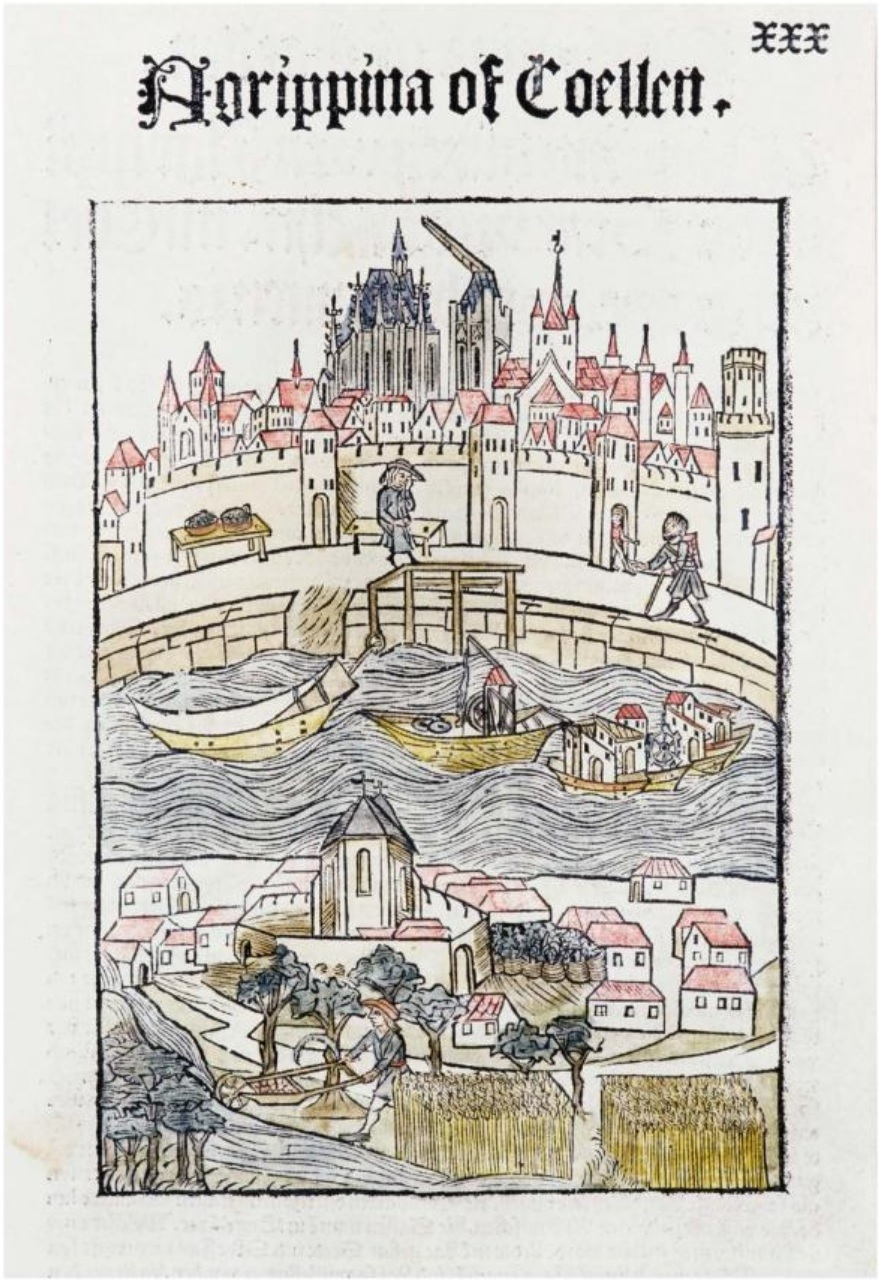
„Agrippina oder Köln“. Stadtansicht aus der Koelhoffschen Chronik, gedruckt 1499

Die Reimchronik ist die älteste von drei großen Kölner Chroniken des Mittelalters. In den beiden späteren Weltchroniken, der Agrippina von Heinrich von Beeck (1469–1472) und der Koelhoff’schen Chronik (Cronica van der hilliger stat van Collen, 1499), wurde sie nicht nur rezipiert, sondern war die wesentliche Grundlage für die beiden späteren Werke. Koelhoff zitiert 277 Verse wörtlich. Eberhard von Groote hat in seiner Ausgabe der Reimchronik von 1834 auf Parallelen zu Macchiavellis Schilderung von Florenz aus dem 14. Jahrhundert hingewiesen. In Deutschland ist eine solch umfassende Darstellung einer Stadt in dieser Zeit einzigartig.
Die Ausgabe aus dem Jahr 1834 war für die Forschung lange Zeit maßgeblich. Die Version, die Hermann Cardauns und Karl Schröder 1875 in Die Chroniken der niederrheinischen Städte herausgaben, gilt nach den heutigen Prinzipien der Germanistik als unbrauchbar. Dieser Mangel bewog Kurt Gärtner und seine Kollegen an der Universität Trier, im Rahmen des Ende der 1990er Jahre begonnenen SFB 235 eine Neuedition der Reimchronik zu erarbeiten.
Neben der Beschränkung auf eine einzige Stadt ist bei Gottfried Hagen eine deutliche Konzentration auf das zeitgenössische Geschehen der damaligen Zeit vorherrschend. Am Anfang der Chronik steht zwar ein universalgeschichtlicher Teil, der aber mit einem Umfang von rund 650 Versen deutlich geringer ausfällt als der Hauptteil, in dem 20 Jahre aus der Zeit des Interregnums in ca. 5600 Versen beschrieben werden. Die beiden Teile stehen in engem Zusammenhang miteinander; im zweiten finden sich zahlreiche Rückbezüge und Anspielungen auf den ersten.
Die Reimchronik gilt als das „früheste Zeugnis einer gereimten deutschsprachigen Geschichtsschreibung“. Historiker betrachten sie als eine weitgehend zuverlässige historische Quelle. Allerdings gibt es abgesehen von einigen Urkunden, die zum Teil auch in der Reimchronik selbst verwertet wurden, kaum andere Quellen, die über die beschriebenen Ereignisse der Stadtgeschichte informieren. Für Literaturwissenschaftler interessant ist die Rolle des Erzählers und die nicht immer klar erkennbare Verknüpfung von historischen Ereignissen mit fiktionalen Elementen.

## Sprache und Stil
Die Reimchronik ist im ripuarischen Dialekt verfasst. In die rheinische Volkssprache mischen sich zahlreiche kleverländische Spuren, die durch die Herkunft des Autors zu erklären sind. Der aus 6289 vierhebigen Reimpaarversen bestehende Text zeichnet sich durch einen relativ einfachen Stil aus; er besteht hauptsächlich aus Parataxen und temporalen oder modalen Nebensätzen. Typisch für sermo humilis (einfacher, schlichter Stil) sind auch die vielen vorgeprägten Sentenzen und Allerweltssprüche sowie sprichwörtlich geprägte Formulierungen. Beispiele hierfür finden sich in
- V. 1136 – ducke komet regen na sunne schine (Häufig gibt es Regen nach Sonnenschein.)
- V. 2536 – der guede wille maicht vromen man (Der gute Wille macht einen frommen Mann.)
- V. 3464 – wale an gerant halffveichten is (Gut anrennen ist der halbe Kampf.)
- V. 3746 – sus wilt maisse aller dingen walten (So soll Maß über allen Dingen walten.)
- V. 3758 – der beste clemmer kompt meiste zo valle (Der beste Kletterer kommt meistens zu Fall; vgl. das Sprichwort „Hochmut kommt vor dem Fall“)

Eine Sonderstellung nimmt der Prolog ein, der sich stilistisch deutlich vom Rest des Textes abhebt. Er enthält diverse Topoi, die man aus literarischen Werken des Mittelalters kennt, wie z. B. Bekundungen der Bescheidenheit des Autors. Der aus nur drei komplexen Sätzen bestehende Prolog belegt die dichterischen Fähigkeiten seines Verfassers und unterstreicht die Bedeutung des Werkes.

## Identität des Autors
Die Identität des Autors ist ein Thema, um das es lange Zeit intensive und kontroverse Diskussionen in der Forschung gegeben hat. Dabei ging es um die Frage, ob der Chronik-Autor Gottfried Hagen mit dem Kölner Stadtschreiber Meister Gottfried identisch ist. Ausgangspunkt der Debatte war dabei der Epilog der Reimchronik, in dem der letztgenannte Name explizit erwähnt wird (V. 6287 Meister Godefrit Hagene maichde mich allein). Diese Stelle bezeichnet Hartmut Beckers in seinem Eintrag im Verfasserlexikon als „einziges direktes Zeugnis für die Person“ des Autors. Bei der ersten Edition des Textes im Jahre 1834 bestand offenbar noch kein Zweifel an der Gleichsetzung der beiden Personen. Für Eberhard von Groote war sie selbstverständlich, denn er versah seine Ausgabe mit dem Titel Des Meisters Godefrit Hagen, der Zeit Stadtschreibers, Reimchronik der Stadt Cöln aus dem dreizehnten Jahrhundert. Heinrich von Beeck, der Herausgeber der Agrippina, hatte die beiden Personen im 15. Jahrhundert schon gleichgesetzt.
Die einflussreichste und deutlichste Gegenposition nahm 1912 Ernst Dornfeld ein. Er wies u. a. darauf hin, dass der Beiname Hagene nirgendwo anders belegt sei. Aber dieses und seine anderen Argumente, die Gottfried Hagen zu geringe Kenntnisse und viele Irrtümer nachsagen, sind inzwischen widerlegt worden, so dass es heute als sicher gilt, dass der Verfasser der Chronik gleich dem Stadtschreiber ist. Deshalb kann man auch, wie Manfred Groten es 1995 ausführlich getan hat, die Biografie des Stadtschreibers auf den Autor übertragen.

## Funktion des Erzählers
Bei der Reimchronik kann der Erzähler mit dem Autor gleichgesetzt werden. Der deutlichste Hinweis dafür ist die Szene, in der Gottfried Hagen seinen eigenen Botengang nach Neuss von 1268 schildert. Dass sich bei sente Peters bode (V. 5556) wirklich um den Autor handelt, wird von dessen Biographie bestätigt, die ihn als Boten des Domkapitels ausweist. Wie bereits angedeutet, beinhaltet das Werk einige im Mittelalter übliche Topoi. So beruft sich der Erzähler auf seine schriftlichen Quellen, um einen Wahrheitsanspruch für seine Erzählung zu postulieren (V. 397 men spricht, seder las ich ind vant geschreven). Außerdem stellt er sich als äußerst bescheiden dar. Im Prolog bittet er Gott um Hilfe, da er sich nicht in der Lage sieht, dieses große Werk alleine, ohne fremde Hilfe zu vollenden. Im späteren Verlauf des Textes bezeichnet er sich selbst auch als arm und dumm (V. 5814 geloůft myr armen dummen doren). Der Höhepunkt dieser Zurückhaltung kommt dann im Epilog. Hier tritt das Werk so sehr in den Vordergrund, dass es selbst in der ersten Person über seinen Verfasser spricht (V. 6287).
Weil die Geschichte u. a. durch die umfangreiche direkte Rede von Figuren sehr lebendig präsentiert wird, beschränkt sich der Erzähler oft auf stereotype Formeln wie men saich. Trotz dieser Bescheidenheit werden aber auch die Kompetenzen des Erzählers deutlich, der seinem Text Form und Sinn verleiht. Er ist sich seines Einflusses auf die Geschichte bewusst und kann sie entsprechend behandeln (V. 2600 hie myt ich dese rede kurte).
Von besonderer Bedeutung für die Reimchronik ist die Funktion des Erzählers als moralische Instanz. Er tritt in langen Passagen (v. a. am Ende von Episoden) in Belehrungsszenen hervor und redet eindringlich auf sein Publikum ein. Dabei will er die Rezipienten loben und kritisieren und ihnen deutlich vor Augen führen, welche Bedeutung die zuvor geschilderten Ereignisse für ihre Leben und das Wohl der Stadt Köln haben. Denn es ist ihm sehr wichtig, die Bürger zu warnen und zur Eintracht zu ermahnen. Er verfolgt also eine eindeutige didaktische Absicht. Der Text soll durch die Erklärungen nützlich sein. Auch außerhalb dieser Szenen kommentiert und bewertet der Erzähler immer wieder das aktuelle Geschehen und benutzt dabei meistens deutliche Worte (V. 1253 enweir’t neit sůnde, ich solde it hassen). Manchmal können sogar Figuren der Geschichte diese Funktionen übernehmen.

## Erzählstruktur, Kommunikation, Perspektive
Die Reimchronik weist die typische Struktur mit einem deutlich vom restlichen Text abgegrenzten Prolog und ebenso einem Epilog auf. In den beiden Abschnitten erkennt man die bereits erwähnten Topoi. Die Erzählmuster rücken den Text in die Nähe von volkssprachlicher Epik und konzeptioneller Mündlichkeit. Allerdings zeigt der Verfasser auch deutlich, dass es sich um ein schriftliches Werk handelt. Schließlich nennt er es explizit dat boich van der stede Coelne. Er hat seinen Text nicht unreflektiert niedergeschrieben, sondern bewusst ausgearbeitet.
Das Geschehen wird in Form von entsprechend arrangierten Szenen präsentiert. Eine Innensicht auf die beteiligten Figuren fehlt fast vollständig, was allerdings in mittelalterlichen Texten auch nicht üblich war, sondern vielmehr ein Phänomen moderner Literatur darstellt. Die einzige Ausnahme ist der Bericht von Gottfried Hagens Botengang nach Neuss, bei dem körperliche Empfindungen wie Hunger und Kälte explizit beschrieben werden. Erklären lässt sich das dadurch, dass diese Figur mit dem Autor bzw. Erzähler identisch ist, der sich in den Belehrungsszenen und sonstigen Kommentaren deutlich äußert und dabei auch eigene Gefühle wie z. B. Hass zeigt. Bei seinem Botengang steht die Warnung im Mittelpunkt. Damit wird das Ziel, das der Autor mit seinem Werk verfolgt, auf ebenso geschickte wie außergewöhnliche Weise in die erzählte Handlung eingebaut.
Botenberichte spielen in der gesamten Reimchronik eine zentrale Rolle. Sie werden immer dann als Mittel zu indirekten Kommunikation angewandt, wenn keine direkte Kommunikation zwischen den beteiligten Figuren möglich ist. Manchmal ist der direkte Kontakt vielleicht auch gar nicht erwünscht, weshalb z. B. der verleumderische Brief des Bischofs von einem Boten überbracht wird. Nach der Formulierung des Autors ist die Vermittlung in diesem Fall sogar doppelt indirekt, weil der vom Boten überbrachte Brief für seinen Herren spricht (V. 3294 sprach der breiff vur synen here). Durch die Botenberichte erfahren die Rezipienten des Textes die Neuigkeiten genauso lebhaft und anschaulich wie die Zuhörer der Boten.
Die Figurenrede dominiert die Reimchronik, während die eigentlichen narrativen Passagen demgegenüber deutlich reduziert sind. Es kommt dabei zu einem ständigen Perspektivwechsel zwischen den Figuren, zu denen auch der Erzähler gehört, und einem anonymen Publikum. Neben den Botenberichten gibt es zahlreiche Dialogszenen, die oft direkt aufeinanderfolgen. Dadurch wird es zwar einerseits erschwert, dem Text zu folgen und die Äußerungen richtig zuzuordnen, andererseits sorgt der Verzicht auf verba dicendi (Verben des Sprechens) für eine Dynamisierung. Der Übergang zwischen einzelnen Szenen wird durch einen Wechsel des Ortes oder der Perspektive realisiert.
Die Figurenrede führt zu einer lebhaften Vergegenwärtigung der Szenen und damit zu einem „dramatischen Modus“. Weil die Geschichte derart unmittelbar präsentiert wird, wird sie im doppelten Sinne des Wortes „wahr-nehmbar“: Man kann sich in das Geschehen einfühlen und das Erzählte wirkt umso glaubwürdiger.

## Namen, Daten und Fakten
Historiographische Texte zeichnen sich dadurch aus, dass sie konkrete Namen von Personen und Orten, die real existierten bzw. noch existieren, sowie die dazugehörigen Daten und Fakten explizit nennen. In der Reimchronik ist dieser Anspruch nicht derart eindeutig umgesetzt. Gottfried Hagen verfügt durch seine vielfältige Bildung über umfangreiche Detailkenntnisse, die er aus schriftlichen Quellen und als Augenzeuge des Geschehens gewonnen hat, aber er selektiert und funktionalisiert die Fakten, die er für seinen Text benötigt. Inhalte, die ihm besonders wichtig erscheinen, kündigt er ausdrücklich an, indem er sein Publikum (z. B. durch die mehrfach verwendete Formel nu hoirt) zu erhöhter Aufmerksamkeit ermahnt oder eine Interpretation des folgenden Geschehens vorgibt. Beispiele für eine solche Beeinflussung des Publikums gibt es in
- V. 1229 – hoirt ein iemerlich sage
- V. 1302 – nu hoirt wilch wonder dat geschaich
- V. 1463 – hoirt wat die unnůtze scheffen daden
- V. 2247 – nu moicht ir horen wonder grois

Jahreszahlen oder sonstige zeitliche Daten werden fast gar nicht genannt. Einzige Ausnahme ist die Angabe des Jahres 1270 als Zeitpunkt für die Entstehung des Werkes, also ein Datum, das außerhalb der eigentlichen Handlung steht. Für den Rezipienten sind nur indirekte Rückschlüsse mit Hilfe der Lebensdaten oder Regierungszeiten der beteiligten Figuren möglich. Diese müssen aber aus anderen Quellen erschlossen werden, was ein gewisses Vorwissen beim Rezipienten voraussetzt. Durch die weitestgehend fehlenden Zeitangaben distanziert sich die Reimchronik von den gewöhnlichen Annalen, in denen oft die Jahre alle einzeln aufgeführt werden.
Mit den Annalen gemeinsam hat sie aber die lineare Anordnung des erzählten Geschehens. Alle Ereignisse werden in streng chronologischer Reihenfolge so berichtet, wie sie nacheinander geschehen sind. Es gibt keine Umstellungen und auch keine kausale Motivierung der Handlungen, wie sie in der sonstigen Literatur durchaus üblich sind. Eine analeptische Erzählung findet man in V. 4054–4102, wo der Bischof erstmals von den verfeindeten Patrizier-Geschlechtern erfährt und einen Plan zur endgültigen Entzweiung der beiden präsentiert bekommt. Allerdings ist auch dieser vorausschauende Bericht chronologisch eingeordnet, weil im Anschluss die Verhandlungen des Bischofs mit den Weisen geschildert werden.
Die Reimchronik erinnert eher an die großen Weltchroniken des Mittelalters (Gregor von Tours, Frutolf etc.), die sich von der Schöpfungsgeschichte bis in die jeweilige Gegenwart erstrecken, auch wenn Gottfried Hagens Bericht „erst“ im 4. Jahrhundert mit der Christianisierung beginnt.
Bezüglich der Namen der beteiligten Figuren wird der Text deutlicher. Sowohl die Helden als auch die Gegner werden konkret benannt. Damit wird die Geschichte zwar einerseits authentischer, weil die Rezipienten wissen, dass es um reale Personen geht, die sie möglicherweise sogar persönlich kennen; anderseits lassen sich aber deutlich typisierte „Figurenrollen und Verhaltensmuster“ erkennen. Die allgemeine Einordnung einer Figur als Held oder Gegner ist für die Geschichte wichtiger als ihr Name.
Besonders ausführlich geschieht die Namensnennung bei den Overstolzen. Hier werden zahlreiche einzelne Figuren mit ihren Vornamen identifiziert (Gottschalk, Mathias, Daniel etc.). Dadurch werden die Helden gesondert hervorgehoben und geehrt. Sie sind so wichtig, dass man jeden von ihnen einzeln kennen muss. Gleiches gilt für die Figuren, um die sich die Legenden ranken (Ursula, Konstantin, Silvester). Sie verdienen eine besondere Beachtung mindestens ebenso sehr wie die Helden des aktuellen Zeitgeschehens. Außerdem ist die Namensnennung hier mit einem Wahrheitsanspruch verbunden.
Obwohl oft nur die allgemeine Bezeichnung der busschoff auftaucht, werden viele der hohen Geistlichen beim Namen genannt. Das ermöglicht es dem Autor und den Overstolzen, konkrete Vorwürfe an die Bischöfe zu richten, anstatt sich nur allgemein über die Kirche zu beschweren. Besonders geschildert wird auch, wie die Stadt Köln durch den Bischof Maternus zu ihrem neuen Namen kam. Völlig unbeachtet bleibt allerdings ein anderes Faktum: Der Bau des Kölner Doms (nach Plänen des Albertus Magnus) wird mit keinem einzigen Wort in der Reimchronik erwähnt, obwohl der Beginn genau in der berichteten Zeit liegt.

## Helden und Gegner

### Overstolze
Auffällig ist die Parteinahme des Autors zugunsten der Overstolzen. Dieses Patrizier-Geschlecht bildete sich aus einer Gruppe um Hermann von der Kornpforte. Gottfried Hagen spricht eindeutig aus ihrer Perspektive – was vielleicht auch damit zu tun hat, dass sie seine Gönner gewesen sein könnten –, ohne dabei eine beschränkte Sicht einzunehmen oder den Überblick über das Gesamtgeschehen zu verlieren. Die Overstolzen und ihre Verbündeten werden stets als vorbildliche Helden und glorreiche Kämpfer dargestellt und mit entsprechenden Attributen der Kühnheit und des Stolzes versehen. Beispiele dafür finden sich in den Versen 2519 (die koene heilt), 2556 (eyn coin jůnck man ind stultz) und 3486 (ein koin hoisch man ind stolz). Besonders deutlich wird die Heroisierung in den zahlreichen Schlachtszenen. Dort tauchen immer wieder die konventionellen Formeln auf. Die Helden, nach denen heute eine Straße in der Kölner Innenstadt benannt ist, kämpfen stets gegen einen zahlenmäßig weit überlegenen Gegner, den sie aber trotzdem besiegen. Dabei werden sie mit Bezeichnungen versehen, die an die bekannte Dietrichepik erinnern (kämpfen wie Löwen etc.). Somit kann die Heldendichtung als Vorbild für die Reimchronik gelten. Dazu passt gewissermaßen auch der Beiname des Autors, der an die Figur Hagen aus dem Nibelungenlied erinnert.
Die Dominanz der Overstolzen und ihrer Partner zeigt sich auch daran, dass sie, wenn sie doch einmal in Schwierigkeiten geraten, Gott um Hilfe bitten. Denn nur übernatürlicher Einfluss und ein positives Schicksal können ihnen dann noch helfen. Das beste Beispiel hierfür ist die wundersame Befreiung aus der Gefangenschaft in Altenahr. Diese Perspektive zieht sich durch den gesamten Text. Schon bevor sich die Overstolzen von den Weisen trennen, ist Gottfried Hagen auf ihrer Seite. Die Bezeichnungen ändern sich jedoch im Laufe der Zeit. Zunächst bezeichnet der Autor die Patrizier einfach als die Besten, bevor dann der Begriff des Geschlechts auftaucht. Die Elite, deren Mitglieder durch Geburt bestimmt sind, weist ein aristokratisches Selbstverständnis auf und hebt sich durch ritterliche Lebensführung vom Rest ab.

### Bischöfe
Als Gegner stehen den Overstolzen die Bischöfe gegenüber. Die Geistlichen werden sehr negativ dargestellt. Dabei sollten sie eigentlich so positiv sein wie der vorbildliche Bischof Maternus, der im universalgeschichtlichen Teil vorgestellt wurde. Er gilt als Exempel, aber die aktuellen Bischöfe haben ihn sich überhaupt nicht zum Vorbild genommen. Letztere sind vielmehr durch den Hunnenkönig Etzel präfiguriert, der die Stadt einnehmen will, aber dabei am Einfluss der heiligen Ursula scheitert. Die Bischöfe treten als Aggressoren auf. Schließlich sind sie es, die (zumindest nach Darstellung Gottfried Hagens) die Auseinandersetzungen provozieren und für Unruhe sorgen, während die Overstolzen nur auf die Attacken reagieren und ihre Stadt zu beschützen suchen. Die Gier der Geistlichen nach Macht und Geld zeigt sich u. a. daran, dass ein Streit um das Münzrecht der Ausgangspunkt für die Konflikte in dieser Zeit ist. Als hinterlistiger Verräter erweist sich besonders Bischof Engelbert. Nachdem er scheinbar einer Sühne zugestimmt hat, bricht er die Vereinbarung und lässt sich vom Papst Dispens erteilen, um anschließend die Stadt wieder anzugreifen. Nach einer neuen Sühne lässt er von einem Helfer einen verleumderischen Brief gegen die Overstolzen an die Gemeinde überreichen. Als auch dieser Plan zunächst fehlschlägt, wiederholt er den Verrat mit drei Salzmessern.

### Weise und Gemeinde
Ein weiterer Gegner der Overstolzen ist das verfeindete Patrizier-Geschlecht der Weisen. Dass Letztere ebenfalls negativ präsentiert werden, zeigt sich schon allein daran, dass sie sich mit dem Bischof verbünden, nachdem dieser von den Geschlechtern erfahren hatte, die sich underhassent reichte als katzen ind hunde (V. 4058f.). Dadurch wurde die Feindschaft noch weiter verschärft. Die Weisen, die aus der Gruppe derer von der Mühlengasse hervorgingen, sind extreme Störenfriede, die der Autor explizit als meineidige Lügner bezeichnet (V. 4504f. meyneidige ind logenere erkrygent selden vrome ind ere).
Beide verbünden sich zeitweise mit der sogenannten Gemeinde. Damit ist in diesem Fall aber nicht die Gesamtheit aller Einwohner der Stadt gemeint. Vielmehr bildet sie den Gegensatz zur Stadt, die von den bürgerlichen Geschlechtern repräsentiert wird. Mit dem pejorativen Ausdruck bezeichnet man pauschal die Zünfte und Bruderschaften. Außerdem zählen die Beamten der Kirchspiele zu dieser sozial niedrig gestellten Gruppe. Die Gemeinde gilt in allen Belangen als unfähig, sowohl was die Herrschaft betrifft als auch in Bezug auf ihr kämpferisches Leistungsvermögen. Deshalb stellt sie für die Overstolzen keine ernsthafte Gefahr dar. In einem Appell (V. 3558ff.) macht Gerart Overstolz klar, dass es eine Schande wäre, gegen die Weber zu verlieren.

## Freiheit und Recht
Das zentrale Thema der Reimchronik wird in Vers 76f. genannt: da enboven wart gesprochen der stede vryheit unzebrochen. Es geht also um die Freiheit der Stadt Köln, die bewahrt und gegen schädliche Einflüsse von außen verteidigt werden muss. Die Reimchronik etabliert die Stadt als gültige Instanz sowohl auf politischer als auch auf sozialer Ebene. Gottfried Hagen fordert die besten Bürger nachdrücklich auf, sich für den Schutz der Stadt einzusetzen. Das zeigt sich auch daran, dass Coelne direkt angesprochen wird. Durch den gleichzeitigen Bezug auf die Stadt und ihre Einwohner sind das Objekt und die Rezipienten der Anrede hier identisch.
Schon vor der Christianisierung, die eher allegorisch als historisch beschrieben wird, gab es laut Gottfried Hagen ein städtisches Gemeinwesen. In den darauf folgenden Passagen wird ein „anachronistische[s] Bild von der Ratsherrschaft“ gezeichnet, das zur Legitimierung des aktuellen Rates dient. Die Schilderung politischer Entscheidungen ist meistens unscharf und knapp gehalten, weil Forderungen und Ansprüche wichtiger sind als das eigentliche Ergebnis. Die Reimchronik bestärkte die „Kölner Verfassungstheorie“ deutlich und verlieh ihr eine historische Begründung.
Der Text präsentiert einen neuen Begriff von Freiheit. Dabei geht es nicht mehr um Privilegien für ausgewählte Menschen, sondern um die „Freiheit im Singular“. Diese ist vergleichbar mit dem antiken römischen Konzept der libertas, die ein Merkmal der civilitas darstellte. Allerdings stimmen die beiden Vorstellungen nicht ganz überein. Gottfried Hagen könnte seine Ideen auch nach italienischem Vorbild entwickelt haben. Die Freiheit des Bürgers ist für alle Menschen garantiert; sie ist unabhängig vom sozialen Status. Das ist letztlich eine notwendige Bedingung, weil die Ordnung der Stadt nur durch gemeinschaftliches Engagement gesichert werden kann. 
Gottfried Hagen verfügte über umfangreiche Kenntnisse im bürgerlichen und Kirchenrecht. Schon vor seiner Zeit als Stadtschreiber galt er als besonderer Spezialist für die Verfassung von deutschen Urkunden und hatte entscheidenden Anteil an der führenden Rolle Kölns in dieser Disziplin. Sein gesammeltes Wissen ließ der Autor auch in seine Reimchronik einfließen. Dabei werden die Urkunden und juristischen Dokumente aber nicht einfach zitiert und als kompletter Text integriert, sondern durch die Figurenrede in die Handlung eingefügt. Die jeweilige rechtliche Situation ergibt sich also aus den Dialogszenen. Dabei kann natürlich die Objektivität nicht immer garantiert werden, weil die beteiligten Figuren die stets unklare und umstrittene rechtliche Lage aus ihrer subjektiven Sicht präsentieren. Letztlich bleibt, wenn überhaupt, nur der Erzähler als verlässliche Informationsquelle.
Ein Vergleich der in der Reimchronik integrierten Urkunden mit dem Text, wie ihn Désirée Welter durchgeführt hat, offenbart viele Detailkenntnisse, was angesichts der Bildung des Autors nicht überraschend ist. Allerdings sind bei der literarischen Umsetzung auch Differenzen zu den Quellen festzustellen, die auf entsprechende Eingriffe des Autors zurückzuführen sind. Von den einzelnen juristischen Fakten benutzt der Autor nur diejenigen, die er für die Darstellung seiner Geschichte benötigt, ohne auf Vollständigkeit zu achten.
Wenn man die nachfolgenden Chroniken näher betrachtet, zeigt sich, dass die Agrippina zwar einige Änderungen vornahm, sich dabei aber ausschließlich auf die Reimchronik stützt und die dort verwendeten Urkunden nicht in Betracht zieht. Auch die Koelhoff’sche Chronik vertraut Gottfried Hagen mehr als der zeitlich näheren Agrippina oder sonstigen Dokumenten. Eine Ausnahme gibt es jedoch: Die Absetzung der sogenannten huysgenossen wird in den späteren Chroniken vergleichsweise ausführlich geschildert, während sich die Reimchronik hierbei auf drei Verse (1218–1220) beschränkt.

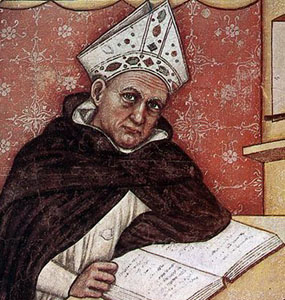
Albertus Magnus; Fresko (1352), Treviso, Italien

Die wichtigsten rechtlichen Zeugnisse in der Reimchronik sind die Sühnen zwischen den Patriziern und dem Bischof. Dazu gehören der Kleine und der Große Schied von 1252 bzw. 1258, die Sühne mit Bischof Engelbert 1262 und die abschließende, von Albertus Magnus ausgehandelte Sühne. Diese Sühnen markieren zentrale Punkte in der Geschichte. Sie werden auch unterschiedlich präsentiert. Der Kleine Schied wird zu einer „belehrenden Kollektivrede“ der Patrizier an die Adresse des Bischofs umgeformt (V. 700–730). Dabei berufen sich die Besten auf die ihnen garantierte Freiheit der Stadt (unsere vryheit, here, wilt ir uns brechen ind unse reicht van alders wie it is komen). Die Sühne von 1262 ist die längste Passage der Reimchronik. Dies lässt sich darauf zurückführen, dass die Vereinbarung von Gottfried Hagen persönlich ausgearbeitet wurde und deshalb besondere Beachtung erfahren soll. Der Abschnitt stellt den „extremste[n] Fall szenischer Vergegenwärtigung“ dar. Etwa die Hälfte der insgesamt 600 darauf verwendeten Verse nehmen dabei die Schlichtungsgespräche zwischen den verfeindeten Parteien ein. Insgesamt kommt es zu drei Verhandlungsszenen, während der Vollzug der Vereinbarung ganz knapp in zwei Versen mitgeteilt wird. Hier zeigt sich, dass es mehr auf die Forderungen als auf die Bestimmungen ankommt. Die abschließende Sühne soll den erreichten Zustand des Friedens dauerhaft bewahren, was sich in der Realität allerdings bald als falsche Hoffnung erwies.
Die Sühnen spielen auch eine zentrale Rolle bei der Segmentierung der Handlung. Eigentlich sollen sie jeweils die vorausgegangenen Konflikte beenden und für eine friedliche Einigung sorgen. Damit käme die Handlung zu einem Abschluss. Aber die Bischöfe halten sich nie an die Vereinbarungen und brechen die Sühne, womit sie neue Auseinandersetzungen provozieren. Somit wird die Geschichte nach einem ähnlichen Muster immer wieder bis zur nächsten (erfolglosen) Sühne fortgesetzt.

## Legenden, Exempel und Heilige
Obwohl die Overstolzen gegen die Bischöfe kämpfen, haben sie den Glauben an Gott keineswegs verloren. Schließlich versagen die Bischöfe ja in ihrer eigentlichen Funktion als geistliche Repräsentanten. Die Helden rufen Gott immer wieder an, um ihn um Beistand zu bitten, v. a. bevor sie in einer Schlacht gefordert werden. Dass Gott ihnen hilft, steht außer Frage, denn nur sie haben seine Hilfe verdient, weil sie unermüdlich und erfolgreich für die Freiheit ihrer Stadt kämpfen. Durch die umfassende und sichere göttliche Ordnung können die drohenden Schäden stets abgewandt und die Angriffe vereitelt werden.

### Heilige Stadt
Im Prolog hat der Autor schon Gott um Hilfe beim Verfassen seines Werkes gebeten. Anschließend wird allegorisch die von Rom, dem Zentrum des Christentums (V. 30 houft der christenheit), ausgehende Christianisierung der Stadt Köln beschrieben. Köln gilt seitdem als heilige Stadt und diese Sonderstellung soll in alle Ewigkeit bewahrt werden. Die Heiligkeit zeigt sich auch daran, dass der vorbildliche Bischof Maternus der Stadt, die bis dahin „Agrippina“ hieß, den neuen Namen gab. Er sprach von der Pflege der Tugenden (V. 140f. ovinge aller dogentlicher dinge) und aus dem lateinischen Verb „colere“ (pflegen) wurde dann der Name „Colonia“ abgeleitet. Allerdings war die Bezeichnung „sancta Colonia“ zunächst auf die Kirche bezogen und wurde erst später auf die Stadt übertragen.
Neben Gott und der heiligen Ursula sind vor allem die 6666 Stadtheiligen für den Schutz der Stadt verantwortlich. Auf den großen Sieg der Overstolzen folgt darum in der Reimchronik eine ausführliche Passage, in denen all diesen 6666 Heiligen ausdrücklich für ihren Beistand gedankt wird. Ihre Zahl kann symbolisch gedeutet werden. Die Sechs gilt als heilige Zahl, da aber die 666 den Antichristen repräsentiert und damit nicht in Frage kommt, müssen es schon Tausende von Heiligen sein. Ein weiterer Ausdruck der Zuwendung zu Gott ist das abschließende fünffache Amen, das gewissermaßen die Quintessenz des Textes bildet.

### Ursula und ihre Jungfrauen
Im ersten Teil der Reimchronik werden zwei große Legenden präsentiert, die später auch für das zeitgeschichtliche Geschehen wichtig werden, weil sie grundlegende Tatsachen begründen und auch als Exempel angesehen werden können.

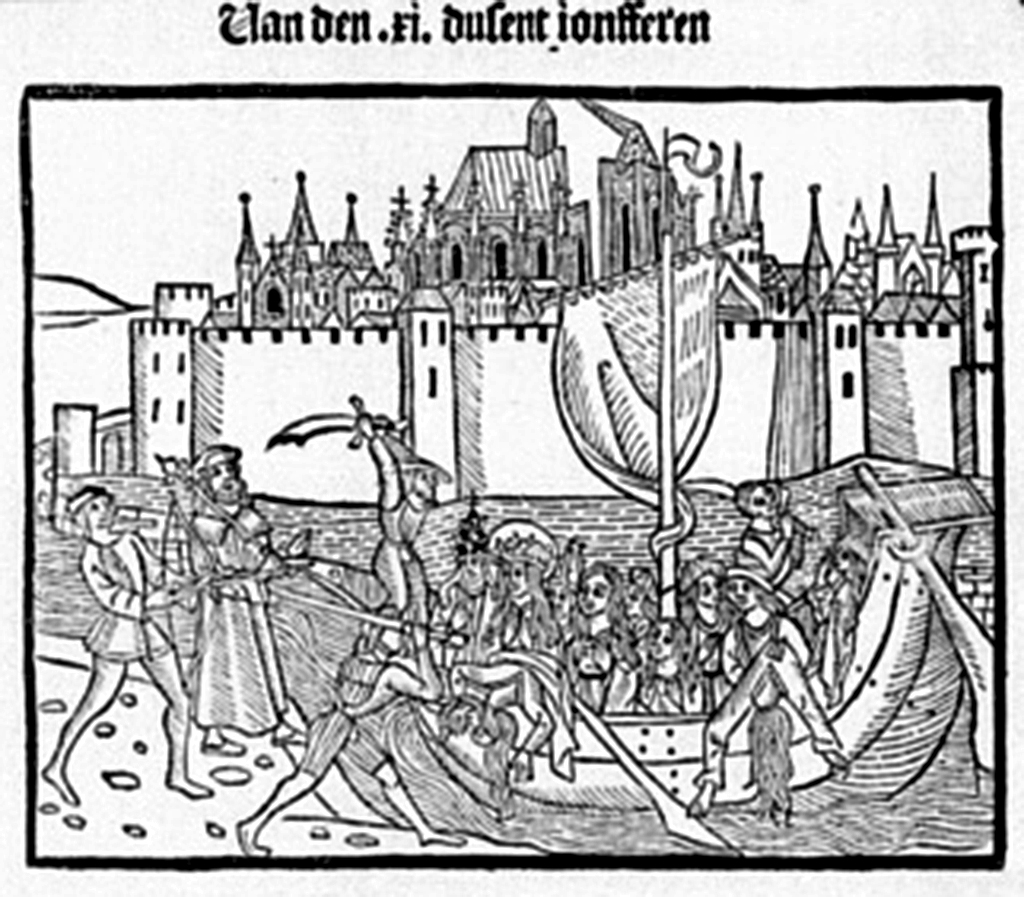
Martyrium der Ursula und ihrer Gefährtinnen in einem Holzschnitt von 1499

Die erste Legende handelt von der heiligen Ursula und ihren 11.000 Jungfrauen, darunter Odilia von Köln. Ursula begegnet dem Hunnenkönig Etzel, der Köln einnehmen will, und provoziert ihn mit ihrer ablehnenden Haltung. Als Etzel sie angreift, ruft Ursula ihre Jungfrauen zum Widerstand auf und fordert sie auf, ebenso für Köln zu sterben, wie Jesus Christus für die Menschen am Kreuz starb. Dadurch werden die 11.000 zu Märtyrerinnen, und Ursula ist von nun an die oberste Stadtheilige. Dass diese Martyrien ausgerechnet in Köln passieren, ist dabei kein Zufall, sondern das Ergebnis der göttlichen Bestimmung. Ursula schützt Köln vor allen Bedrohungen, die von außerhalb auf die Stadt zukommen.
Die Legende ist in vielen Versionen erhalten, die vom 9. bis ins 13. Jahrhundert immer weiter ausgeschmückt wurden. Als erster Beleg gilt eine Inschrift aus dem 5. Jahrhundert, die in der Kirche St. Ursula zu Köln aufbewahrt wird. Die Echtheit dieser Inschrift, in der weder der Name Ursulas noch die Anzahl der Jungfrauen erwähnt werden, ist nicht gesichert. Die Zahl 11.000 geht vermutlich auf einen Lesefehler zurück. In frühen Quellen ist teilweise auch von nur 11 Jungfrauen die Rede. Wahrscheinlich wurde die Angabe „XI.M.V.“ statt als „11 martyres virgines“ fälschlich als „11 milia virginum“ gelesen.
Im 12. Jahrhundert wurden zahlreiche Namen der Jungfrauen hinzuerfunden. Vor den Toren der Stadt Köln hatte man ein ehemaliges römisches Gräberfeld entdeckt, das man für den so genannten Ager Ursulanus (lat. für „Ursula-Feld“) hielt. Die ausgegrabenen Knochen wurden den 11.000 Jungfrauen zugeschrieben und als Reliquien verkauft. Die Overstolzen folgen in ihren Kämpfen dem Vorbild der Märtyrerinnen und fordern ebenfalls zum bedingungslosen Einsatz für ihre Heimatstadt auf. Die Helden sollen notfalls mit ihrem Leben bezahlen, um die Freiheit zu sichern. Genau das widerfährt am Ende Mathias Overstolz, der im Kampf fällt, aber frohen Mutes stirbt, weil er weiß, dass Köln gerettet wird (V. 5672f.). Auch der aggressive Bischof muss wider seinen Willen die besondere Macht der Ursula anerkennen. Als er die Stadt belagert, haben der Graf von Kleve und sein Partner eine übereinstimmende Vision der Heiligen, was den Bischof so sehr einschüchtert, dass er den Rückzug anordnet. Anschließend beklagt er sich lautstark über das Glück der Kölner, die von der Hilfe der Heiligen profitieren (V. 4020f.).

### Konstantin und Silvester
Die zweite Legende ist die Geschichte von Konstantin und Silvester. Der Kaiser konnte durch die Hilfe des Papstes, von dem er sich taufen ließ, von seiner Krankheit geheilt werden. Diese Heiligung durch die Religion verdeutlicht den Einfluss der Kirche auf die Menschen, der aber von den Bischöfen Mitte des 13. Jahrhunderts massiv für deren egoistische Ziele missbraucht und ausgenutzt wird. Andererseits ist bei dieser Legende auch die weltliche Macht besonders zu beachten. Diese zeigt sich u. a. dadurch, dass Konstantin den geistlichen Vertreter Silvester empfängt und nicht umgekehrt. Der Kaiser ernennt nach seiner Heilung die Päpste zu Herren des römischen Reiches. Hier wird die Konstantinische Schenkung aus dem 8. Jahrhundert beschrieben, die bekanntermaßen auf einer gefälschten Urkunde beruhte. Damit begründete er eigentlich eine „kuriale Subordinationslehre“, wonach der Papst die höchste Position einnahm. Allerdings legte er auch fest, dass dem Papst ein weltliches Gericht zur Seite gestellt wird. Das schmälert aber die hohe Meinung vom Papsttum nicht. Die Herrschaft der Kaiser endete laut Gottfried Hagen mit Friedrich II. (V. 668ff. bys du [Köln] in hulden ind in love geweist alre conynge sicherliche bys an keiser Vrederich) Die Wahl der Kurfürsten zeigt hingegen die erhabene Stellung eines Geistlichen, nämlich des Erzbischofs, der aufgrund der Heiligkeit und Romtreue der Stadt als Herrscher geduldet ist, sofern er sich angemessen verhält. Zahlenmäßig sind jedoch die vier weltlichen Vertreter den drei geistlichen Repräsentanten überlegen. Die Zahlen lassen sich vielleicht auch durch deren Symbolik erklären, wobei die Vier für die Welt und die Drei für die Dreifaltigkeit und damit die Geistlichkeit steht. Als Summe ergibt sich dabei die Sieben, die die Totalität symbolisiert.

### Wunder
Neben diesen Legenden sind noch einige weitere Wunder festzustellen. Besonders zahlreich erscheinen diese im Zusammenhang mit der Gefangenschaft der Besten in Altenahr und der anschließenden Flucht. Das lässt sich einfach damit erklären, dass diese Episoden die größte Krise der Overstolzen darstellen. Die Wunder geschehen schließlich durch den Willen Gottes, der den Helden damit hilft, ihre Probleme zu bewältigen. Deshalb findet Gottschalk Overstolz Feile und Meißel genau zu dem Zeitpunkt, als er das Werkzeug besonders dringend braucht. Andernfalls wären die Patrizier wahrscheinlich noch lange Zeit in ihrem Gefängnis geblieben. Bei der Flucht wird Gottschalk zum Anführer der Gruppe. Dass er dazu nicht gewählt oder bestimmt, sondern ausgelost wird, beweist, dass sich die Overstolzen auf das Schicksal verlassen können. Eigentlich brauchen sie gar keinen Anführer, da Gott sie auf ihrem Weg leitet und beschützt.
Als die feindlichen Verfolger ihnen bedrohlich nahe kommen, steht ein Mönch bereit, um ihnen zu helfen, indem er sie in einer Kiste versteckt und damit die Gegner täuscht. In diesem Fall zeigt sich nebenbei auch, dass Geistliche im Gegensatz zu den aktuellen Bischöfen durchaus positiv in Erscheinung treten können. Bei der Überquerung des Rheins geschieht das nächste Wunder. Das Eis auf dem zugefrorenen Fluss teilt sich mit Gottes Hilfe plötzlich und gibt den Weg für die Helden frei. Hier ist eine offensichtliche Anspielung auf die Bibel, genauer gesagt auf das Buch Exodus, nicht zu übersehen. Das Eis teilt sich ebenso wie das Rote Meer beim Auszug aus Ägypten (und schließt sich auch wieder rechtzeitig, um die Feinde zu stoppen).
Angesichts der lebhaften und abenteuerlichen Schilderungen merkt Schindler an, dass in diesen Passagen – im Gegensatz zum restlichen Text und dessen Funktion – das Vergnügen (delectare) gegenüber dem Nutzen (prodesse) überwiegt. Allerdings zeigen sich auch in diesen Abschnitten die grundlegenden Themen wie die göttliche Ordnung und die Überlegenheit der guten Helden. Die didaktische Aussage (Wer so positiv handelt, wird belohnt.) bleibt trotz der zahlreichen Wunder gewahrt.